# Jiřetín pod Bukovou
Jiřetín pod Bukovou är en ort i Tjeckien. Den ligger i den norra delen av landet, 90 km nordost om huvudstaden Prag. Jiřetín pod Bukovou ligger 524 meter över havet och antalet invånare är 646.
Terrängen runt Jiřetín pod Bukovou är huvudsakligen kuperad. Jiřetín pod Bukovou ligger nere i en dal. Runt Jiřetín pod Bukovou är det ganska tätbefolkat, med 96 invånare per kvadratkilometer. Närmaste större samhälle är Liberec, 14,6 km väster om Jiřetín pod Bukovou. I omgivningarna runt Jiřetín pod Bukovou växer i huvudsak blandskog.